# جوسيف موسر
جوسيف موسر (بالألمانية: Josef Moser)‏ هو محامي وسياسي نمساوي، ولد في 6 أكتوبر 1955 في ليينز في النمسا. حزبياً، نشط في حزب الحرية النمساوي. وقد انتخب الوزير الاتحادي للعدل ‏ (18 ديسمبر 2017 – ) وفي الانتخابات التشريعية النمساوية 2017، انتخب عضو المجلس الوطني للنمسا عن دائرة Bundeswahlvorschlag ‏ وقد انضم خلال فترته النيابية ‏ (9 نوفمبر 2017 – 22 يناير 2018)  للكتلة البرلمانية Parliamentary Group of the Austrian People's Party ‏ وانتخب President of the Court of Audit ‏ (1 يوليو 2004 – 30 يونيو 2016).

## روابط خارجية
- جوسيف موسر على موقع مونزينجر (الألمانية)